# Imre Friedrich Lichtenberger
Imre Friedrich Lichtenberger (* 2006 in Wien) ist ein österreichischer Schauspieler und Sohn von Imre Lichtenberger Boszoki und Suse Lichtenberger.

## Leben
Geboren als zweites Kind des österreichischen Trompeters, Theatermusikers und Regisseurs Imre Lichtenberger und der deutschen Schauspielerin Suse Lichtenberger, wuchs er im 4. Wiener Gemeindebezirk auf. Er maturierte 2024 am Musikgymnasium in Wien. Nach ersten Schauspielauftritten in diversen Werbungen sowie Kleinproduktionen feiert er sein Debüt als Hauptdarsteller in der ORF-Serie School of Champions.

## Filmographie (Auswahl)
- Der Kirschgarten, TV-Film, 2021
- School of Champions Staffel 1, TV-Serie, Nikki Auer, 2022
- School of Champions Staffel 2, TV-Serie, Nikki Auer, 2023
- 2024: Schnell ermittelt – Max Stöger (Fernsehserie)
- 2024: Landkrimi: Steirermord (Fernsehreihe)